# Hybridations et Transformations
Hybridations & transformations est un album de jazz/world de Mehdi Nabti enregistré en trio (Pulsar3) avec le batteur/chanteur congolais Lionel Kizaba et le bassiste canadien Nicolas Lafortune les 27 et 28 août 2016 au Studio Lakaz, Laval (Québec) et sorti sur bandcamp sous licence Société canadienne des auteurs, compositeurs et éditeurs de musique.

## Titres
Toute la musique est composée par Mehdi Nabti excepté Choucho (Barsegh Kanachyan) et La Javanaise (Serge Gainsbourg).
| No  | Titre                   | Durée |
| --- | ----------------------- | ----- |
| 1.  | Al-Lounassa / Choucho   | 03:06 |
| 2.  | Poême B / Afro-Berbère  | 03:43 |
| 3.  | Polypulse               | 02:51 |
| 4.  | Juba II                 | 04:31 |
| 5.  | Tanit                   | 03:50 |
| 6.  | Tiedos-La Javanaise     | 02:01 |
| 7.  | Uchronie (transformé)   | 04:53 |
| 8.  | Cimmériens (transformé) | 03:40 |
| 9.  | MT (transformé)         | 04:56 |
| 10. | MS (transformé)         | 03:43 |
| 11. | Massinissa (transformé) | 02:38 |

## Musiciens
- Mehdi Nabti : Saxophone alto, clave, voix
- Lionel Kizaba : batterie, percussions congolaises, voix
- Nicolas Lafortune : basse électrique, voix

## Réception
L'album est salué par Vancouver Jazz Radio ainsi que par la critique presse en France, en Tunisie, au Canada et au Japon,,,,.